# Пинце-Мароф
Пинце-Мароф (словен. Pince-Marof) — поселення в общині Лендава, Помурський регіон, Словенія. Висота над рівнем моря: 155,5 м.